# Prasthanatrayi
Prasthānatrayī (sanskrit en devanāgarī : प्रस्थानत्रयी ; signifie : « Triade du renoncement ») est une collection de trois grands textes de l'hindouisme qui constitue le fondement de l'école philosophique āstika du Vedānta ou du système védantique. Par ordre d'ancienneté de composition des textes, nous trouvons : les Upaniṣad, le Brahma Sūtra et la Bhagavad Gītā. Ces trois grands textes sont respectés par toutes les écoles du Vedānta telles que le viśiṣṭādvaita de Rāmānuja ou le Dvaita de Madhva. Cependant, la Bhagavad Gītā qui présente un caractère théiste marqué a une importance moindre dans le système philosophique de l'Advaita Vedānta . 
Ādi Śaṅkara, Rāmānuja et Madhva, respectivement les fondateurs des écoles Advaita Vedānta, Vishistâdvaita et Dvaita appartenant toutes les trois au Vedānta, ont
composé des commentaires (Bhasya) sur les trois grands textes constituant le Prasthānatrayī.